# Sambalpur
Sambalpur est une ville indienne située dans le district de Sambalpur dans l’État de l'Odisha. En 2015, sa population était de 335 761 habitants.

## Personnalités liées
- Indulata L. Sukla, mathématicienne indienne y est née.

## Source de la traduction
- (en) Cet article est partiellement ou en totalité issu de l’article de Wikipédia en anglais intitulé « Sambalpur » (voir la liste des auteurs).